# 夏继泉
夏繼泉（1884年3月20日—1965年12月14日），字溥齋，號渠園，旅日時曾改名夏泉，中年後改名夏蓮居，字溥齋、一翁，生於新疆闐（今改作「田」），籍貫山東鄆城，后寄籍濟南歷下，中華民國政治人物、佛教居士，專修淨土宗，與梅光羲居士齊名，有「南梅北夏」之稱。

## 生平

### 宦海沉浮
蓮公生於一個官宦世家，父親夏辛酉曾任清朝雲南提督，謚壯武公。蓮公為家中長子，清朝末年，以科舉進士出身，曾任直隸靜海縣知縣、直隸知州、江蘇知府、山東巡警道、山東團練副大臣等職。
1911年，辛亥革命爆發后，他被推舉為山東省各界聯合會會長，負責勸山東巡撫孫寶琦宣布獨立。1912年，中華民國成立后，任山東都督府最高顧問，兼秘書長、參謀長。1912年3月，任山東岱北觀察使，任內將沾化古剎所藏的1872冊經典圖書送交山東省圖書館保存。5月，進步黨成立，7月統一黨山東支部成立，靳雲鵬等人任名譽會長，任副部長。后獲聘為山東都督府最高顧問兼秘書長、參謀長，並當選國會議員。后又調任河南豫西觀察使，並歷任汝陽道、河洛道道尹。
1916年辭職回鄉后，被獲聘為總統府秘書。1918年當選國會議員，並任齊魯金石書畫館監督、山東佛教居士林林長。1919年11月，他出任山東鹽運使等軍政職務。1921年辭職后，從事文化教育以及佛教事業，曾協助創辦曲阜大學。並創辦東魯學校，兼任校長。以「發揚東方文化」，聘請丁佛言等人任教。
1925年張宗昌督魯以宣傳赤化罪加以通緝，並抄沒其家產。蓮公遂流亡日本。1927年歸國后，在天津居住養病。
1937年七七事變后，日本人請蓮公出任山東省省長，任教育督辦等職務，均被拒絕。
1949年1月北平和平解放后，中華人民共和國成立初期，李濟深、章士釗、邵力子等老朋友紛紛勸說蓮公參加社會活動，由於本人認為秉性率直，不宜作社會工作，故婉言謝絕。蓮公後為表達愛國之心，將一生收藏之歷史珍貴文物三百余件，分別捐獻給故宮博物院、山東博物館和鄆城縣。且積極參加政協學習，並響應國家號召，購入五萬元公債，抗美援朝運動中捐出了四萬元飛機大炮款。1955年，當選北京市西城區政協副主席。
蓮公晚年寓居北京。1965年12月14日，無疾壽終，享年82歲。

### 佛教居士
蓮公在佛教界享有盛名，當時號稱「南梅（梅光羲）北夏（夏蓮居）」，受到諦閑法師、慧明法師、省元法師等佛教高僧敬重。1946年，紅白教大德貢噶活佛曾說，「此間堪任無上密法金剛阿阇黎位者，唯夏公一人而已。」解放后，宗門耆宿虛雲法師曾經稱贊道，「不意為北方能會晤如是之大善知識」。
1927年，蓮公在天津卧病時，華夏大地戰火正熾，故裡已然成墟。公閱盡滄桑，其心轉定。金石書畫、性理詞章，終非究竟，從此屏棄。作《無悶》二首：
狂心果歇方無悶，世不能知道始尊。
九死余生契此語，紛紜幻跡更何論。
兩字渠園亦幻余，園非是我我非渠。
浮生有境終歸幻，除卻蓮邦未可居。
從此改號「蓮居」，借病掩關，專修淨土法門。
1929年元旦，蓮公和屈映光、梅光羲居士皈依白普仁喇嘛。1931年九一八事變后，到北平弘法，應廣濟寺方丈現明老和尚的邀請，講解《阿彌陀經》，現老與京中各寺方丈均搭衣列座，為影響眾。
1932年，蓮公發願會集《無量壽經》，即《大經》。最后1946年定本完成並刊行。在《大經重印跋》中有詩稱，「濁世無如念佛好，此生端為《大經》來。」。黃念祖居士於所著《佛說大乘無量壽莊嚴清淨平等覺經科註》中云：
「先師夏老居士，未冠學儒，先程朱而後陸王，甫壯入佛，攝禪密而歸淨土。夏老博貫群籍，深於文字，專功久修，教眼圓明。於壬申（一九三二年）之歲，發願重校此經。掩關津門，閱時三載。遍探五種原譯，洞察三家校本。無一語不詳參，無一字不互校。虔恭敬慎，日禱佛前。千斟萬酌，時縈夢寐。及其成也，四眾歡喜。宗教俱徹之慧明老法師（夏老之皈依師），搭衣捧經攝照於佛前，親為印證。先舅父梅擷芸居士，連續播講於電臺，譽為善本。慈舟法師專講此經於京魯，並親為科判。北京極樂庵方丈妙禪老和尚，聘請山東女子蓮社吳倩薌社長來寺開講此經兩月。……是以先舅父梅老讚云：『於淨宗要旨，窮深極微，發前人未發之蘊。』又『精當明確，鑿然有據，無一義不在原譯之中，無一句溢出本經之外……有美皆備，無諦不收……雖欲不謂之善本不可得也。』先舅之語，現已舉世公認，並將本經採入新印之續藏。」
1935年，《大經》會集本初步告竣，慧明法師稱其為古今第一善本，且捧經攝照於佛前，以為印証。梅光羲居士也在中央廣播電臺連續播講該經。是年秋，蓮公為躲避水災，攜家遷居北平。1936年，將住所命名為「寄廬」。同年秋，慈舟法師自青島湛山寺到北平住持淨蓮寺，於1937年春至1939年秋宣講《華嚴經》其間，為《大經》會集本作科判，並且到山東濟南及北平拈花寺開講，法師所作科判，刊行於1939年。現代淨空法師亦特別推崇此《大經》會集本。
1937年，蓮公所作的凈土詩集《歡喜念佛齋詩鈔》刊行。1938年底，蓮公與安欽呼圖克圖、內政部總長王揖唐、現明法師等人一同發起成立佛教同願會，希望能聯合佛教不同宗派，同心同願，祈禱消業。感召天和，消弭戰爭。1939年，與現明法師、靳雲鵬居士建立了淨宗學會。其組織形式為四眾平等的自發團體，不設實際機構。在佛教大眾化、信仰生命化、佛法生活化的精神指導下開展活動，以此方式弘揚淨土法門。

## 著作
- 《佛說大乘無量壽莊嚴清凈平等覺經》（會集本）
- 《阿彌陀經》（會集本）
- 《淨修捷要》
- 《歡喜念佛齋詩鈔》，後擴充改名為《淨語》
- 《秀麗辭》，光明日報1961年9月28日
- 《說硯》，光明日報1962年7月14日
- 《中山引》
- 《辛亥革命山東獨立前後記》